# 유상 (안구후)
유상(劉常, ? ~ ?)은 전한 말기의 황족이자 관료로, 고밀경왕의 아들이다.

## 행적
홍가 원년(기원전 20년), 안구후(安丘侯)에 봉해졌다.
수화 2년(기원전 7년), 태상에 임명되었다.
건평 4년(기원전 3년), 병으로 면직되었다. 애제는 황금 백 근을 하사하였고, 수레를 주어 편히 봉지로 돌아가도록 배려하였다.
안구후 상 28년(8년), 작위가 박탈되었다.

## 출전
- 반고, 《한서》 권15 왕자후표 권19하 백관공경표 下

| 전임 소존 | 전한의 태상 기원전 7년 ~ 기원전 3년 | 후임 두업 |

| 선대 (첫 봉건) | 전한의 안구후 기원전 20년 ~ 기원후 8년 | 후대 (전한 멸망) |